# La Peña (Salamanca)
La Peña ist eine nordspanische Gemeinde (municipio) in der Provinz Salamanca in der Autonomen Gemeinschaft Kastilien-León.

## Lage
La Peña liegt im Nordwesten der Provinz Salamanca in einer Höhe von ca. 700 Metern ü. d. M. in der felsigen Landschaft des Naturparks Arribes del Duero nahe der vom Fluss Duero gebildeten Grenze zu Portugal. Die Provinzhauptstadt Salamanca ist etwa 90 Kilometer (Fahrtstrecke) in südöstlicher Richtung entfernt.

## Bevölkerungsentwicklung
| Jahr      | 1950 | 1960 | 1970 | 1981 | 1991 | 2000 | 2018 |
| Einwohner | 374  | 364  | 320  | 270  | 181  | 156  | 100  |

Im Jahr 1900 hatte der Ort noch knapp 450 Einwohner. Infolge des Verlusts an Arbeitsplätzen durch die Mechanisierung der Landwirtschaft ist die Bevölkerungszahl seitdem auf den derzeitigen Tiefststand zurückgegangen.

## Wirtschaft
Die Landwirtschaft, vor allem die Anpflanzung von Weinreben, Oliven- und Obstbäumen, spielt traditionell die größte Rolle im Wirtschaftsleben der Gemeinde. Einnahmen aus dem Tourismus in Form der Vermietung von Ferienwohnungen (casas rurales) sind in den letzten Jahrzehnten hinzugekommen.

## Sehenswürdigkeiten
- Hauptattraktion der Umgebung des Ortes ist ein etwa 40 Meter hoher Granit- bzw. Syenitfelsen (Pena Gorda), welchem der Ort seinen Namen verdankt. Der Felsen kann bestiegen werden; von oben bieten sich schöne Blicke über die von Feldsteinmauern eingefassten und von alten Bäumen bestandenen Anbauflächen in der ansonsten flachen Hochebene in seiner Umgebung.